# Gemeinde Videm
Die Gemeinde Videm ist eine Gemeinde in der slowenischen historischen Landschaft Spodnja Štajerska (Untersteiermark), Region Podravska.
Verwaltungssitz ist die Ortschaft Videm pri Ptuju.

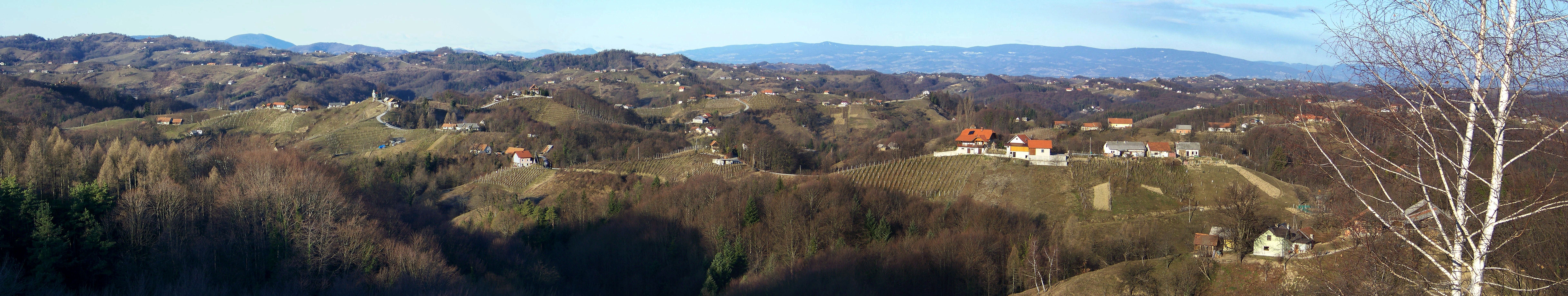
Landschaft bei Veliki Okič

## Lage
Das Gemeindegebiet liegt südlich der Drau (Drava) und hat mit den nördlich der Drann (Dravinja) gelegenen Siedlungen Anteil am ebenen und ausgedehnten Draufeld und Pettauer Feld (Dravsko-Ptujsko polje).
Das südliche und östliche Gemeindegebiet, mit den weitverstreuten Siedlungen, nimmt einen beträchtlichen Teil der hügeligen und weinreichen Haloze (Kollos) ein. Im Westen berührt die Kommune die „Waldhaloze“ und Ausläufer der Dravinjske gorice (Hügelland an der Drann).
Der höchste Punkt der Kommune mit 503 m.ü.A. befindet sich im Siedlungsbereich von Velika Varnica, bei der einsam gelegenen Wallfahrtskirche Sveti Avguštin (Sankt Augustin), im Grenzgebiet zu Kroatien, die tiefste Stelle, mit 209 m ü. A., liegt an der Flussmündung der Drann in die Drau im Ortsflur von Dravci.

## Ortschaften
Die Gemeinde umfasst 30 Ortschaften. Hinter den heutigen Ortsnamen sind die bis zum Jahre 1918 gültigen, deutschen Exonyme in Klammer angeführt.
- Barislovci (Variseldorf)
- Belavšek (Welauschek)
- Berinjak (Berinjak)
- Dolena (Dolena)
- Dravci (Drafzen)
- Dravinjski Vrh (Drannberg)
- Gradišče (Gradische)
- Jurovci (Jurovetz)
- Lancova vas (Lanzendorf)
- Ljubstava (Lubstova)
- Majski Vrh (Maiberg)
- Mala Varnica (Kleinwarnitza)
- Pobrežje (Pobresch)
- Popovci (Popendorf)
- Repišče (Repitsche)
- Sela
- Skorišnjak (Skorischniak)
- Soviče (Sovitsch)
- Spodnji Leskovec (Unterleskovetz)
- Strmec pri Leskovcu (Stermetz)
- Šturmovci (Sturmau)
- Trdobojci (Terdoboitzen)
- Trnovec (Ternovetz)
- Tržec (Markldorf)
- Vareja (Varea)
- Velika Varnica (Großwarnitza)
- Veliki Okič (Groß-Okitsch)
- Videm pri Ptuju (Sankt Veit)
- Zgornja Pristava (Oberpristova)
- Zgornji Leskovec (Oberleskovetz)

## Sehenswürdigkeiten
- Šturmovci-Landschaftsschutzpark
- Landschaftsschutzgebiet Haloze-vinorodne

## Nachbargemeinden
| Kidričevo | Hajdina, Ptuj                               | Markovci                    |
| Majšperk  | Kompassrose, die auf Nachbargemeinden zeigt | Cirkulane                   |
| Žetale    | Podlehnik                                   | Bednja (HR), Lepoglava (HR) |

## Persönlichkeiten
- Anton Domaingo (1811–1894), österreichischer Postmeister, Unternehmer und Politiker
- In Loibenberg kam der Chirurg Fritz Hartmann (1900–1946) zur Welt.